# TiddlyWiki

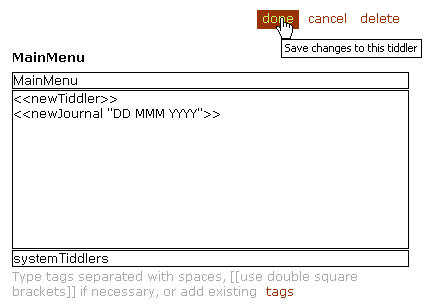
Стандартне діалогове вікно редагування нотатки (тідлера)

TiddlyWiki — вікі-двигун з відкритим вихідним кодом, який являє собою вебдодаток або вебсайт, який вміщується на одній вебсторінці, а навігація по ній відбувається за допомогою скриптів. Один HTML-файл містить CSS, JavaScript, і зміст (записи користувача). Кожна окрема логічна сторінка називається «тідлер» (англ. tiddler), яка зберігається всередині HTML-підрозділу, який містить вихідний текст і мета-дані в Wiki-розмітці. Користувачеві рекомендується читати нотатки (вони ж: «логічні сторінки», «тідлери») TiddlyWiki по посиланнях, а не послідовно прокруткою сторінки вниз. 
TiddlyWiki — нелінійний гіпертекстовий органайзер з пошуком, тегами, гіперпосиланнями, функцією датованих записів (нотаток), який може використовуватись як особиста записна книжка. Якщо файл викласти на вебсервер як статичну сторінку, то вона перетвориться на вікі-сайт (єдиний файл містить в собі цілий сайт). Через те, що вся TiddlyWiki - один файл, публікація сайту в мережі відбувається швидко і зручно. 
Нотатки можна створювати, переглядати, редагувати і видаляти. TiddlyWiki підтримує технологію Wiki, що дозволяє з легкістю редагувати нотатки, які переглядаються, і створювати зв'язки між ними. Кожній нотатці можна присвоювати один або декілька тегів.
Кожен плагін, макрос, стиль або переклад являє собою таку ж (особливу) нотатку, оброблювану двигуном безпосередньо. Всі нотатки, помічені тегом systemConfig TiddlyWiki намагається інтерпретувати як код програми і виконати при завантаженні. Таким чином, щоб відключити розширення, не видаляючи його, достатньо зняти з нотатки позначку тегом systemConfig. Стилі не позначаються тегом systemConfig, а назва нотатки з стилем повинна носити назву StyleSheet. Відповідно, щоб відключити, але не видаляти стиль, потрібно перейменувати нотатку.

## Переваги
- Переносимість. Адже всі дані і сама програма знаходяться в одному файлі. Його можна помістити на флешку і мати доступ до своїх записів де б ви не опинилися, а також обмінюються файлом електронною поштою, так само, як текстовими документами чи електронними таблицями. Це перевага перед традиційними програмами для ведення записів, які вимагають установки.

- Простота установки, пов'язана з відсутністю серверної частини;

- Зберігання даних в одному файлі;

- Для роботи з TiddlyWiki досить браузера;

- Швидкий запуск;

- Зручне введення даних. Wiki-розмітка, задання тегів для нотаток. Інтуїтивний інтерфейс;

- Зручність навігації по записах: пошук, теги, можливість вибирати які записи виводити на екран;

- Формат даних, при бажанні, завжди можна відредагувати у звичайному текстовому редакторі. При цьому, завдяки вікі-розмітці, записи залишаються наочними і читаються;

- Підтримка файлів відкату (зберігається у файлі під окремим ім'ям);

- Можливість розширення функціональності за рахунок плагінів на JavaScript (годинник, календар, засоби нагадування подій (плагін ReminderMacros) і ін.).

- Використання в розмітці макросів, які дозволяють сортувати і агрегувати зміст з інших нотаток;

- Наявність вбудованих засобів вибіркового перенесення даних і плагінів зі старого контейнера при оновленні версії;

- Використання анімації при відображенні і приховуванні нотаток.

## Особливості
- орієнтованість на роботу на локальному комп'ютері;
- сторінок в традиційному розумінні в TiddlyWiki немає. Як одиниці контенту використовуються нотатки або «тідлери» - невеликі порції тексту, які в процесі переміщення по посиланнях утворюють стрічку перегляду;
- Javascript в Opera не може писати на локальний жорсткий диск. Запропоноване вирішення проблеми - зберігати TiddlyWiki в Opera (і Safari) можна за допомогою Java-аплета TiddlySaver [Архівовано 30 вересня 2019 у Wayback Machine.], поміщеного туди ж, де знаходиться файл TiddlyWiki. В цьому випадку потрібно, щоб у Opera була включена Java, а в ~ /. Java.policy було додано дозвіл на запис файлів.
- Для користувачів Chrome, для нормальної роботи TiddlyWiki потрібно, щоб були включені cookie. За умовчанням в Chrome при роботі з локальними файлами cookie вимкнені, тому Chrome слід запускати з ключем enable-file-cookies.
- Також, для вирішення проблеми з Opera та Chrome - на флешці можна носити мобільну версію браузера Mozilla Firefox (ним і користуватись при роботі з TiddlyWiki);
- Якщо файл викласти на вебсервер як статичну сторінку, то вона перетвориться на вікі-сайт (єдиний файл містить в собі цілий сайт);

## Недоліки
- зберігання даних в одному файлі вимагає передачі великого об'єму інформації при роботі по мережі;
- можливість тільки локального редагування;
- відсутність поділу повноважень у користувачів (виправляється плагінами);

## Історія
Перша версія TiddlyWiki була випущена Джеремі Растоном у вересні 2004 року. 

## Ліцензія
TiddlyWiki є вільним і відкритим вихідним кодом і розповсюджується на умовах ліцензії BSD. Авторське право на TiddlyWiki знаходяться в довірчому управлінні некомерційної організації «UnaMesa» .

## Розвиток
TiddlyWiki має активну спільноту добровольців для розвитку та обслуговування. Проект TiddlyWiki також підтримується «UnaMesa» — некомерційною організацією, яка позиціонує себе як посередник в розповсюдженні вільного ПЗ для шкіл, клінік і громадських організацій

## Зовнішні посилання
- tiddlywiki.com [Архівовано 30 вересня 2019 у Wayback Machine.] - Офіційний сайт
- Таблиця PC/Mac/Linux браузерів, які працюють з TiddlyWiki [Архівовано 30 вересня 2019 у Wayback Machine.] (англ.)
- http://tiddlyspot.com/ [Архівовано 8 березня 2008 у Wayback Machine.] - Сервіс безкоштовного tiddly-вікі хостингу
- https://web.archive.org/web/20110210213030/http://tiddlytools.com/ - Велика збірка плагінів (скриптів і скінів)
- https://web.archive.org/web/20110814035453/http://tiddlythemes.com/#Home та https://web.archive.org/web/20110810184530/http://tiddlystyles.com/ - теми для tiddlywiki
- https://web.archive.org/web/20110404144538/http://tiddlywiki.org/wiki/TiddlyWiki_Markup - Опис розмітки tiddlywiki
- http://trac.tiddlywiki.org - Як створити або оновити переклад TiddlyWiki (англ.)
- Русифікація TiddlyWiki версій 2.1 (29.IX.2006) і деяких новіших [Архівовано 30 березня 2012 у Wayback Machine.], в вигляді плагіна, з інструкцією по встановленні.
- Кишенькова Вікі або TiddlyWiki[недоступне посилання з червня 2019] (українська версія TiddlyWiki)
- ПЗ TiddlyWiki для андроїдів (безкоштовне) [Архівовано 10 серпня 2011 у Wayback Machine.]
- Версія ПЗ TiddlyWiki для моб.телефонів (платне) [Архівовано 24 березня 2016 у Wayback Machine.]